# Jean de Morigny
Jean de Morigny (fin XIIIe s. - XIVe s.) est un moine bénédictin français, renommé pour ses études sur l'art notoire, forme de magie rituelle médiévale.

## Biographie
« Jean de Morigny est né sans doute dans le dernier quart du XIIIe s. » (Sylvie Barnay). Il fait des études aux écoles épiscopales de Chartres. Il entre dans l'ordre bénédictin. Il « passe une licence en théologie et une licence en droit canon à Orléans sans doute avant 1304 ». Il obtient la charge de prévôt à l'abbaye de Morigny. Il rédige divers écrits dès 1304. En 1323, l'université de Paris condamne ses œuvres. Les Grandes chroniques de France, t. IX, p. 23 (1323) le rappellent :
« Fut un moine de Morigny, un abbé près d'Estampes, qui par sa curiosité et son orgueil voulut susciter et renouveler une hérésie et sorcellerie condamnée, qui est nommée en latin 'Ars notaria', et avait pensé à lui donner autre titre et autre nom. Cette science enseigne à faire figures et empreintes, qui doivent être différentes l'une de l'autre et assignées chacune à chacune science ; puis doivent être regardées à certains temps faits en jeûnes et oraisons ; et ainsi, après le regard, était répandue la science. »

## Art notoire
« Les textes de l' ars notaria sont traditionnellement classés dans la catégorie de la magie rituelle médiévale. Son efficacité est fondée d'une part sur la mise en œuvre d'une longue et complexe procédure rituelle qui vise à solliciter des esprits (dans ce cas, des anges) et à en obtenir des bénéfices ; elle émane, d'autre part, du milieu lettré clérical. Il se développe à partir du XIIe s. (...) L'adepte fidèle aux prescriptions rituelles fixées par la main de Dieu se voit récompensé par un don spirituel, le salut après la mort, et surtout par un don matériel, l'illumination de l'intellect et l'acquisition du savoir » (Julien Véronèse, apud Jean-Michel Sallmann (dir.), Dictionnaire historique de la magie et des sciences occultes, Le Livre de poche, 2006, p. 78-82).

### Œuvres
- Le livre des trente oraisons simples (Liber de triginta orationibus simplicibus, 1304-1307), Première pratique (peu après 1307), Le livre des visions (Liber visionum,1307-1317), Le livre des figures de la Vierge Marie (1315) : écrits réunis dans Livre des apparitions et des visions de la bienheureuse mère de Dieu
- édition de quelques manuscrits in Sylvie Barnay, Un moment vécu d'éternité. Histoire médiévale des apparitions mariales (Ve – XVe siècles), Thèse, Université de Paris X-Nanterre.

### Études
- Sylvie Barnay, Le Ciel sur la Terre. Les apparitions de la Vierge au Moyen Âge, Cerf, 2000.
- Julien Véronèse, L'Ars notoria au Moyen Age. Introduction et édition critique, Florence, Sismel - Edizioni del Galluzzo, 2007, 309 p.